# Henshey's

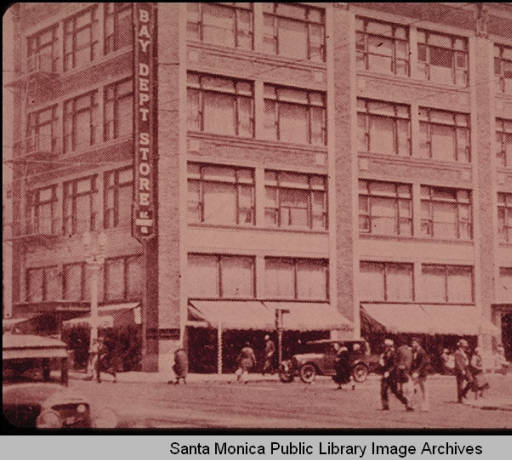
Bay Department Store-winkel, later Henshey's

Henshey's was een groot warenhuis in het centrum van Santa Monica, Californië. Het werd opgericht door Harry Henshey en partners, en was het eerste warenhuis aan de westkant van Los Angeles. 

## Geschiedenis
Het warenhuis opende in 1925 als The Bay Department Store, op vier verdiepingen met een oppervlakte van 2.300 m², veel groter dan welke winkel in de stad dan ook. Later breidde het uit tot 6.000 m². Het warenhuis had de eerste roltrappen aan de westkant van Los Angeles, maar behield tot de sluiting één lift met een menselijke operator. Het was eigendom van Charles Tegner. 
In 1966 opende het een filiaal in het Ladera Heights Shopping Center, dat in 1990 werd gesloten.
In 1992 sloot de winkel vanwege de slechte verkopen als gevolg van de recessie in het begin van de jaren negentig, het feit dat het assortiment niet was aangepast om jongere klanten aan te trekken, en de concurrentie van de grotere JW Robinson's- en The Broadway-warenhuizen in het nabijgelegen winkelcentrum Santa Monica Place. 
Het gebouw, 402 Santa Monica Blvd., werd in 1994 afgebroken nadat het aardbevingsschade had opgelopen. 

## Gebouw
De oorspronkelijke Henshey's-winkel was ontworpen door Henry C. Hollwedel, die ook de Santa Monica Bay Woman's Club, het stadhuis (afgebroken), het Mayfair Theatre en het Churrigueresque-gebouw aan 1443-1447 Fourth Street ontwierp. Het gebouw van The Bay/Henshey was een stalen frame en bakstenen constructie in de Beaux-arts stijl met "traveeën van gepaarde ramen verfraaid met terracotta details, evenals een imposante kroonlijst en een terracotta fries".
Na de Northridge-aardbeving van 1994 was het onherstelbaar beschadigd en in hetzelfde jaar werd het gebouw afgebroken.